# Józef Kuszewski
Józef Kuszewski (ur. 3 lipca 1934 w Krakowie, zm. 16 czerwca 2011 w Sopocie) – polski muzealnik i działacz kulturalny. Pierwszy dyrektor Muzeum Gdańska (1970–1972), w latach 1980–1982 dyrektor Muzeum Narodowego w Gdańsku, w latach 1983–1986 dyrektor BWA w Sopocie (obecnie Państwowa Galeria Sztuki w Sopocie).

## Życiorys
Ukończył studia na Wydziale Humanistycznym Uniwersytetu Łódzkiego na podstawie pracy magisterskiej pt. Katastrofa Gdańska 1308 r. na podstawie źródeł pisanych i archeologicznych, promotor: Stefan Kuczyński (1956). W 1957 rozpoczął pracę w Muzeum Okręgowym w Toruniu, gdzie zajmował się badaniami archeologicznymi elementów architektonicznych dawnego Zamku Krzyżackiego w Toruniu. W kolejnych latach był pracownikiem Narodowego Muzeum Morskiego w Gdańsku. W 1970 został powołany na stanowisko dyrektora Muzeum Gdańska, funkcję tę pełnił do 1972. Pod koniec lat 70. był pracownikiem KW PZPR w Gdańsku. W 1980 objął stanowisko dyrektora Muzeum Narodowego w Gdańsku i pełnił tę funkcję do końca 1982. Współautor z Przemysławem Smolarkiem pracy Muzeum Morskie w Gdańsku 1960–1964. Kronika działalności (1966). W połowie lat 80. XX wieku autor cyklicznych felietonów w „Rejsach”, dodatku „Dziennika Bałtyckiego”.
W 2008 został odznaczony Medalem „Przyjacielowi Centralnego Muzeum Morskiego”.
Od 1972 był mężem aktorki Krystyny Łubieńskiej.
Zmarł w Sopocie, pochowany na cmentarzu parafialnym (kwatera C1-8-1).

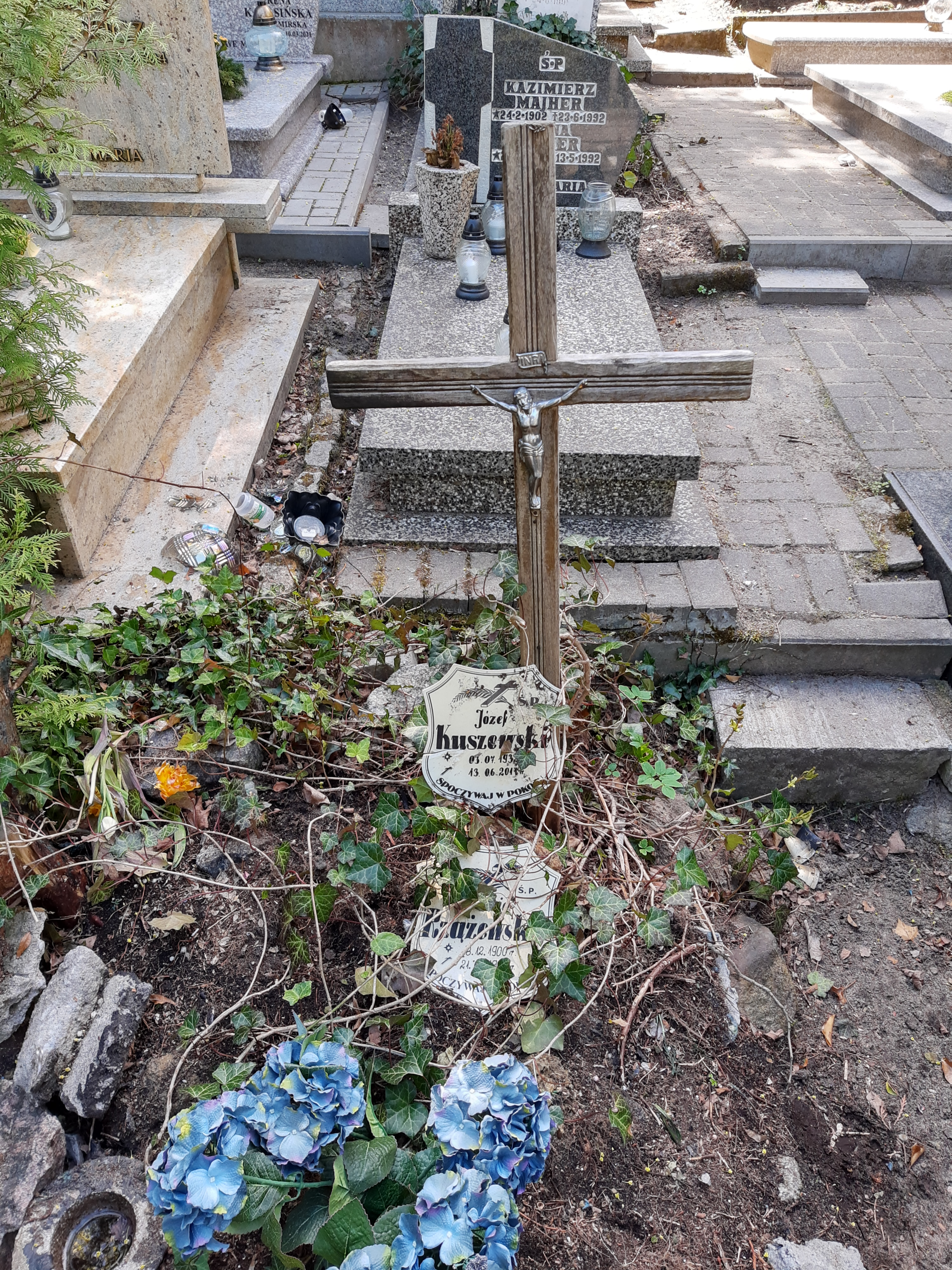
Grób Józefa Kuszewskiego na cmentarzu katolickim w Sopocie